# Opstand van de eenhandigen
Opstand van de eenhandigen is een sciencefictionroman van Lloyd Biggle jr.. Het boek   werd in 1968 in Engeland uitgebracht onder de titel The still, small voice of trumpets bij de uitgeverij Doubleday & Company Inc. In Nederland werd het in dat jaar uitgebracht onder catalogusnummer 1394 in de Prisma Pockets-reeks door Uitgeverij Het Spectrum. Het boekje was destijds voor een rijksdaalder te koop. Opstand van de eenhandigen was de start van een serie omtrent het Interplanetary Relations Bureau, waarvan deel 2 The world menders uit 1971 nog werd vertaald in Voorwaarts slaven!, het werd in 1975 uitgegeven door Uitgeverij Meulenhoff (M=SF nr. 93).
Jeff Corzon, cultureel inspecteur bij het Interplanetaire Contactbureau wordt op missie gezonden naar de planeet Gurnil om te zien of die planeet al geschikt is om toe te treden tot de federatie van planeten. Voorwaarde is dat alle landen op de planeet een democratisch gekozen regering hebben en dat ziet er hier eenvoudig uit. Gurnil kent maar twee landen, Larnor en Kurr. Corzon moet in eerste instantie werken vanuit Larnor, dat al een democratie is om in de monarchie Kurr zonder al te veel aan te wenden  een revolutie te ontketenen. Dat blijkt geen eenvoudige taak, aangezien de monarchie het al onder goede en slechte monarchen 400 jaar uithoudt. De monarch houdt zijn volk eronder door bij de minste onachtzaamheid of opstand de rechterhand af te hakken en de betreffende persoon te verbannen naar een van de dorpen waar alleen eenhandigen wonen. Voorts staat de monarch geen enkele nieuwe techniek toe. 
De afgezant van het IC in Larnor blijkt alles via de regeltjes te willen uitvoeren, terwijl Corzon alleen een mogelijkheid ziet door juist alle regels aan zijn laars te lappen. Corzon gaat underover bij het ondergedoken IC-personeel in Kurra (hoofdstad van Kurr) en probeert tevergeefs het onderdanig volk in beweging te krijgen. Ze lijken toch voornamelijk tevreden met de monarchie. Ook als Corzon ze wijst op de onmogelijk mooie schilder- en muziekkunst die ze voortbrengen komt de bevolking niet in opstand. Dit verandert als Corzon een optreden bijwoont van de musicus Tor, een meester op de torill. Bij een concert, waarbij de monarch aanwezig is, doet deze Tor iets verkeerd, waarbij de koning ook van deze muziekster de rechterhand laat afhakken en de man laat verbannen naar een van de dorpen. Corzon, bedroefd om deze actie weet de torillspeler opnieuw te motiveren om te gaan spelen; niet op de torill, daar zijn twee handen voor nodig) maar op een metalen buis die omgevormd is tot een soort trompet. Tor is zo geïnspireerd dat hij elke eenhandige die dat wil les geeft om  trompet te leren spelen. Als die een concert geven in de hoofdstad, wil de koning er niets van horen en alle trompetmuziek verbieden; hetgeen tot zijn ondergang zal leiden.   